# Suzuki V-Strom 1050
De Suzuki V-Strom 1050, ook wel bekend als de DL1050 (RQM0 - RQM1), is een dual-sport motorfiets met een 1037 cc V-twin motor en een standaard rijhouding. Hij wordt sinds 2020 in Japan geproduceerd door Suzuki, ter vervanging van de Suzuki V-Strom 1000. De DL1050 werd in 2019 onthuld op EICMA door Suzuki en is geïnspireerd op de styling van de modellen uit de Suzuki DR-Z-serie. 
De naam V-Strom combineert "V", verwijzend naar de motorconfiguratie van de motor, met de Duitse Strom, wat stroom of kracht betekent.
De V-Strom motor is gebaseerd op de V-twin motor die in eerste instantie ontworpen was voor de Suzuki TL1000S en TL1000R motorfietsen. Het bevat ontwerpelementen van andere Suzuki-motorfietsen, waaronder brandstofinjectie op basis van de GSX-R-modellen. Er worden ook twee kleinere versies geproduceerd , de Suzuki V-Strom 250 en de Suzuki V-Strom 650. De motor van de DL1050 is bijna identiek aan de motor van het DL1000 model 2013-2019, maar nu aangepast om te voldoen aan de EURO5-emissienormen.

## Wijzigingen ten opzichte van het vorige model
De V-Strom 1050 was volledig opnieuw ontworpen voor 2020 en is geïnspireerd op de styling van de Suzuki DR-Z-serie of meer specifiek, de Suzuki DR-Z Dakar en Dual-sport Suzuki DR-BIG. De lijnen in de carrosserie zijn scherper en de snavelachtige voorkuip is nu volledig in de stroomlijnkappen verwerkt. Ook de 2020 V-Strom 1050 heeft verschillende technologische verbeteringen. Het heeft een dubbele elektronische gasklepaandrijving , een tractiecontrolesysteem met vier gevoeligheidsmodi, een rijmoduskeuzeschakelaar met drie standen (S-DMS) en een Easy Start-systeem. De instrumenten worden weergegeven op een nieuw volledig lcd-dashboard.

## Modelversies

### Suzuki V-Strom DL1050 RQM
De DL1050 RQM is het basismodel V-Strom 1050.

### Suzuki V-Strom DL1050 XT RCM
De DL1050 XT RCM is de breder uitgeruste versie van de DL1050 RQM. Deze versie is standaard voorzien van onderdelen zoals een aluminium onderkuip, accessoirebalk, handkappen, LED-knipperlichten, middenstandaard, een verstelbaar zadel en windscherm en een 12V DC-aansluiting. Deze versie is ook verkrijgbaar in meerdere kleurenschema's, die een eerbetoon zijn aan de Suzuki DR-Z Dakar-modellen. De DL1050 XT is ook uitgerust met SIRS (Suzuki Intelligent Ride System). Dit systeem biedt Cruise Control, Hill-Hold Control, Track Brake-systeem, Slope Dependent Control en Load Dependent Control.  

### Suzuki V-Strom DL1050 XTA RCM
De DL1050 XT Adventure RCM is de best uitgeruste versie in de V-Strom-serie. Deze versie wordt standaard geleverd met aluminium koffers en verwarmde handvatten en heeft meer opties dan de DL1050 en de DL1050 XT, behalve dat hij is uitgerust met de volledige lijst met functies van de XT. 